# Liste der Baudenkmale in Ahlden (Aller)
In der Liste der Baudenkmale in Ahlden sind alle denkmalgeschützten Bauten der niedersächsischen Gemeinde Ahlden (Landkreis Heidekreis) aufgelistet. Der Stand der Liste ist das Jahr 2001.

## Baudenkmale

### Ahlden
| Lage                                                    | Bezeichnung              | Beschreibung                                                                    | ID       | Bild           |
| ------------------------------------------------------- | ------------------------ | ------------------------------------------------------------------------------- | -------- | -------------- |
| Am Friedhof/Bahnhofstraße 52° 45′ 37″ N, 9° 32′ 45″ O   | Kapelle                  |                                                                                 | 32758264 |                |
| Am Friedhof/Bahnhofstraße 52° 45′ 36″ N, 9° 32′ 44″ O   | Friedhof                 |                                                                                 | 32758245 |                |
| Bahnhofstraße 1 52° 45′ 41″ N, 9° 32′ 46″ O             | Villa                    |                                                                                 | 32757609 |                |
| Bahnhofstraße 1 52° 45′ 42″ N, 9° 32′ 36″ O             | Teehaus                  |                                                                                 | 32759360 |                |
| Bahnhofstraße 1 52° 45′ 41″ N, 9° 32′ 42″ O             | Park                     |                                                                                 | 32759458 |                |
| Große Straße 1 52° 45′ 33″ N, 9° 33′ 28″ O              | Schloss                  | Schloss Ahlden wurde ab 1549 erbaut.                                            | 32757241 | Weitere Bilder |
| Große Straße 2 52° 45′ 33″ N, 9° 33′ 21″ O              | Ehemalige Schule         |                                                                                 | 32757958 |                |
| Große Straße 3 52° 45′ 35″ N, 9° 33′ 24″ O              | Amtsgericht              | heute Wohnhaus                                                                  | 32758119 |                |
| Große Straße 6A 52° 45′ 34″ N, 9° 33′ 18″ O             | Küsterhaus               | heute Wohnhaus                                                                  | 32758776 |                |
| Große Straße 8 52° 45′ 35″ N, 9° 33′ 18″ O              | Wohn-/Wirtschaftsgebäude |                                                                                 | 32757765 |                |
| Große Straße 9 52° 45′ 35″ N, 9° 33′ 21″ O              | Ev. Kirche St. Johannis  |                                                                                 | 32757984 | Weitere Bilder |
| Große Straße 10 52° 45′ 35″ N, 9° 33′ 17″ O             | Wohnwirtschaftsgebäude   |                                                                                 | 32757867 |                |
| Große Straße 11 52° 45′ 37″ N, 9° 33′ 21″ O             | Amtshaus                 |                                                                                 | 32758752 |                |
| Große Straße 12 52° 45′ 35″ N, 9° 33′ 16″ O             | Wohnwirtschaftsgebäude   |                                                                                 | 32758467 |                |
| Große Straße 14 52° 45′ 36″ N, 9° 33′ 15″ O             | Wohnwirtschaftsgebäude   |                                                                                 | 32758662 |                |
| Große Straße 16 52° 45′ 37″ N, 9° 33′ 14″ O             | Wohnwirtschaftsgebäude   |                                                                                 | 32758683 |                |
| Große Straße 17 52° 45′ 36″ N, 9° 33′ 18″ O             | Wohnwirtschaftsgebäude   |                                                                                 | 32757434 |                |
| Große Straße 18 52° 45′ 37″ N, 9° 33′ 13″ O             | Wohnwirtschaftsgebäude   |                                                                                 | 32758917 |                |
| Große Straße 19 52° 45′ 36″ N, 9° 33′ 17″ O             | Wohnwirtschaftsgebäude   |                                                                                 | 32757413 |                |
| Große Straße 20 52° 45′ 37″ N, 9° 33′ 12″ O             | Wohnwirtschaftsgebäude   |                                                                                 | 32757521 |                |
| Große Straße 21 52° 45′ 37″ N, 9° 33′ 16″ O             | Wohnwirtschaftsgebäude   |                                                                                 | 32758073 |                |
| Große Straße 23 52° 45′ 37″ N, 9° 33′ 16″ O             | Wohnwirtschaftsgebäude   |                                                                                 | 32758052 |                |
| Große Straße 26 52° 45′ 39″ N, 9° 33′ 11″ O             | Wohnwirtschaftsgebäude   |                                                                                 | 32756872 |                |
| Große Straße 31 52° 45′ 39″ N, 9° 33′ 12″ O             | Wohnwirtschaftsgebäude   |                                                                                 | 32757333 |                |
| Große Straße 31 52° 45′ 40″ N, 9° 33′ 14″ O             | Stall                    |                                                                                 | 32757372 | BW             |
| Große Straße 31 52° 45′ 40″ N, 9° 33′ 14″ O             | Scheune                  |                                                                                 | 32757354 | BW             |
| Große Straße 33 52° 45′ 40″ N, 9° 33′ 11″ O             | Wohnwirtschaftsgebäude   |                                                                                 | 32756999 |                |
| Große Straße 35 52° 45′ 40″ N, 9° 33′ 11″ O             | Wohnwirtschaftsgebäude   |                                                                                 | 32757638 |                |
| Große Straße 47 52° 45′ 44″ N, 9° 33′ 4″ O              | Wohnwirtschaftsgebäude   |                                                                                 | 32757292 |                |
| Große Straße 49 52° 45′ 45″ N, 9° 33′ 2″ O              | Wohnwirtschaftsgebäude   |                                                                                 | 32757271 |                |
| Am Friedhof; hinter Nr. 3/5 52° 45′ 36″ N, 9° 32′ 50″ O | Jüdischer Friedhof       | Der Jüdische Friedhof Ahlden wurde von ca. 1832 bis ins 20. Jahrhundert belegt. | 32756827 |                |
| Bahnhofstraße 52° 45′ 37″ N, 9° 32′ 42″ O               | Kriegerdenkmal           |                                                                                 | 32757587 |                |
| Marktstraße 3 52° 45′ 37″ N, 9° 33′ 7″ O                | Wohnhaus                 |                                                                                 | 32758876 | BW             |
| Marktstraße 4 52° 45′ 36″ N, 9° 33′ 7″ O                | Wohn-/Wirtschaftsgebäude |                                                                                 | 32758031 | BW             |
| Marktstraße 5 52° 45′ 37″ N, 9° 33′ 6″ O                | Wohnhaus                 |                                                                                 | 32758855 | BW             |
| Marktstraße 6 52° 45′ 36″ N, 9° 33′ 5″ O                | Wohn-/Wirtschaftsgebäude |                                                                                 | 32757937 | BW             |
| Neue Straße 1 52° 45′ 40″ N, 9° 33′ 8″ O                | Wohnhaus                 | Zum Deutschen Haus                                                              | 32757912 | BW             |
| Neue Straße 3 52° 45′ 40″ N, 9° 33′ 8″ O                | Wohnhaus                 |                                                                                 | 32757847 | BW             |
| Neue Straße 5 52° 45′ 39″ N, 9° 33′ 7″ O                | Wohnhaus                 |                                                                                 | 32758305 | BW             |
| Neue Straße 7 52° 45′ 39″ N, 9° 33′ 7″ O                | Wohnhaus                 |                                                                                 | 32758324 | BW             |
| Neue Straße 9 52° 45′ 39″ N, 9° 33′ 6″ O                | Wohnhaus                 |                                                                                 | 32758343 | BW             |
| Neue Straße 11 52° 45′ 38″ N, 9° 33′ 6″ O               | Wohnhaus                 |                                                                                 | 32758362 | BW             |
| Neue Straße 15 52° 45′ 38″ N, 9° 33′ 5″ O               | Wohnhaus                 |                                                                                 | 32758399 | BW             |
| Querstraße 1 52° 45′ 35″ N, 9° 33′ 11″ O                | Wohnwirtschaftsgebäude   | Armenstiftung, ehem.                                                            | 32757313 | BW             |
| Querstraße 4 52° 45′ 37″ N, 9° 33′ 11″ O                | Wohnwirtschaftsgebäude   | Altenteilerhaus                                                                 | 32757143 | BW             |
| Sackstraße 2 52° 45′ 39″ N, 9° 33′ 15″ O                | Wohnhaus                 |                                                                                 | 32759209 | BW             |
| Sackstraße 4 52° 45′ 40″ N, 9° 33′ 15″ O                | Wohnhaus                 |                                                                                 | 32756851 | BW             |
| 52° 45′ 36″ N, 9° 32′ 55″ O                             | Scheunenviertel          |                                                                                 |          | Weitere Bilder |

### Eilte
| Lage                                                      | Bezeichnung                                           | Beschreibung                                                     | ID       | Bild |
| --------------------------------------------------------- | ----------------------------------------------------- | ---------------------------------------------------------------- | -------- | ---- |
| Zum Gutshof 1 52° 45′ 43″ N, 9° 29′ 42″ O                 | Herrenhaus                                            |                                                                  | 32757189 |      |
| Eilter Dorfstraße 15 52° 45′ 39″ N, 9° 29′ 49″ O          | Wohnhaus                                              |                                                                  | 32758963 | BW   |
| Eilter Dorfstraße 15 52° 45′ 39″ N, 9° 29′ 51″ O          | Wohn-/Wirtschaftsgebäude                              |                                                                  | 32758418 | BW   |
| Eilter Mühle 65 52° 45′ 33″ N, 9° 28′ 55″ O               | Windmühle                                             |                                                                  | 32757215 |      |
| Zur Fähre 2 52° 45′ 46″ N, 9° 29′ 48″ O                   | Baudenkmalgruppe Hofanlage, Eilte Nr. 8 (Zur Fähre 2) |                                                                  | 32685200 | BW   |
| Zur Fähre 2 52° 45′ 47″ N, 9° 29′ 47″ O                   | Wohnwirtschaftsgebäude                                | (Teil der Baudenkmalgruppe Hofanlage, Eilte Nr. 8 (Zur Fähre 2)) | 32756707 | BW   |
| Zur Fähre 2 52° 45′ 46″ N, 9° 29′ 49″ O                   | Scheune                                               | (Teil der Baudenkmalgruppe Hofanlage, Eilte Nr. 8 (Zur Fähre 2)) | 32756734 | BW   |
| Zur Fähre 2 52° 45′ 46″ N, 9° 29′ 49″ O                   | Hofpflasterung                                        | (Teil der Baudenkmalgruppe Hofanlage, Eilte Nr. 8 (Zur Fähre 2)) | 32759433 | BW   |
| Nr. 13, 14 52° 45′ 47″ N, 9° 29′ 59″ O                    | Wohnhaus                                              |                                                                  | 32758963 | BW   |
| Nr. 28 52° 45′ 39″ N, 9° 29′ 48″ O                        | Wagenschauer                                          |                                                                  | 32758203 | BW   |
| Nr. 28 52° 45′ 39″ N, 9° 29′ 47″ O                        | Wohn-/Wirtschaftsgebäude                              |                                                                  | 32758989 | BW   |
| Nr. 28 52° 45′ 39″ N, 9° 29′ 47″ O                        | Wirtschaftsanbau                                      |                                                                  | 32758182 | BW   |
| Nr. 28 52° 45′ 40″ N, 9° 29′ 47″ O                        | Stall                                                 |                                                                  | 32759249 | BW   |
| Nr. 28 52° 45′ 40″ N, 9° 29′ 47″ O                        | Stall                                                 |                                                                  | 32759249 | BW   |
| Nr. 40 52° 45′ 24″ N, 9° 29′ 31″ O                        | Wohn-/Wirtschaftsgebäude                              |                                                                  | 32758938 | BW   |
| Nr. 40 52° 45′ 24″ N, 9° 29′ 32″ O                        | Stall                                                 |                                                                  | 32756896 | BW   |
| Zum Poggenmoor 22 52° 45′ 21″ N, 9° 30′ 3″ O              | Wohn-/Wirtschaftsgebäude                              |                                                                  | 32757455 | BW   |
| Zum Poggenmoor 24 52° 45′ 19″ N, 9° 30′ 2″ O              | Wohn-/Wirtschaftsgebäude                              |                                                                  | 32758556 | BW   |
| Zum Poggenmoor 26 52° 45′ 19″ N, 9° 30′ 5″ O              | Wohn-/Wirtschaftsgebäude                              |                                                                  | 32758529 | BW   |
| Zum Poggenmoor 28 52° 45′ 19″ N, 9° 30′ 7″ O              | Scheune                                               |                                                                  | 32758489 | BW   |
| Zum Poggenmoor 28 52° 45′ 18″ N, 9° 30′ 7″ O              | Wohn-/Wirtschaftsgebäude                              |                                                                  | 32757543 | BW   |
| Großer Garten 2 52° 45′ 45″ N, 9° 29′ 54″ O               | Wohn-/Wirtschaftsgebäude                              |                                                                  | 32759050 | BW   |
| Sandstraße 2 52° 45′ 43″ N, 9° 29′ 52″ O                  | Scheune                                               |                                                                  | 32757082 | BW   |
| Sandstraße 2 52° 45′ 43″ N, 9° 29′ 51″ O                  | Wohn-/Wirtschaftsgebäude                              |                                                                  | 32757059 | BW   |
| Sandstraße 6 52° 45′ 41″ N, 9° 29′ 52″ O                  | Scheune                                               |                                                                  | 32756936 | BW   |
| Sandstraße 6 52° 45′ 41″ N, 9° 29′ 51″ O                  | Wohn-/Wirtschaftsgebäude                              |                                                                  | 32758441 | BW   |
| Sandstraße 6 52° 45′ 40″ N, 9° 29′ 52″ O                  | Stall                                                 |                                                                  | 32756916 | BW   |
| Albert-Borchert-Straße 4 52° 47′ 26″ N, 9° 29′ 52″ O      | Scheune                                               |                                                                  | 32756783 | BW   |
| Albert-Borchert-Straße 4 52° 45′ 38″ N, 9° 29′ 50″ O      | Wohn-/Wirtschaftsgebäude                              |                                                                  | 32756757 | BW   |
| Albert-Borchert-Straße 5 52° 45′ 36″ N, 9° 29′ 50″ O      | Scheune                                               |                                                                  | 32757501 | BW   |
| Albert-Borchert-Straße 5 52° 45′ 35″ N, 9° 29′ 51″ O      | Wohn-/Wirtschaftsgebäude                              |                                                                  | 32757475 | BW   |
| Eilter Dorfstraße/Zum Gutshof 52° 45′ 37″ N, 9° 29′ 41″ O | Kriegerdenkmal                                        |                                                                  | 32759271 | BW   |

#### Ehem. Baudenkmale
| Lage                               | Bezeichnung | Beschreibung                                      | ID | Bild |
| ---------------------------------- | ----------- | ------------------------------------------------- | -- | ---- |
| Nr. 16 52° 45′ 47″ N, 9° 29′ 57″ O | Hof         | nicht mehr im Denkmalatlas verzeichnet (02.10.21) |    | BW   |
| Nr. 18 52° 45′ 46″ N, 9° 29′ 52″ O | Hof         | nicht mehr im Denkmalatlas verzeichnet (02.10.21) |    | BW   |
| Nr. 23 52° 45′ 36″ N, 9° 29′ 41″ O | Hof         | nicht mehr im Denkmalatlas verzeichnet (02.10.21) |    | BW   |
| Nr. 25 52° 45′ 34″ N, 9° 29′ 39″ O | Hof         | nicht mehr im Denkmalatlas verzeichnet (02.10.21) |    | BW   |
| Nr. 10 52° 45′ 49″ N, 9° 30′ 13″ O | Hof         | nicht mehr im Denkmalatlas verzeichnet (02.10.21) |    | BW   |